# Cas PSV
El cas PSV va ser un escàndol polític-sindical originat a Espanya en el si de la Unió General de Treballadors (UGT) al desembre de 1993. El sindicat socialista havia impulsat des d'uns anys abans una empresa denominada Promoció Social d'Habitatges (sigla PSV), fundada en 1988, per a promoure la construcció de milers d'habitatges a baix preu per a treballadors a Espanya. La fallida de la promotora, el desembre de 1993, va provocar la intervenció del Govern del PSOE per disposar la cooperativa de solars públics, encara que cedits, per a l'edificació. A conseqüència de la instrucció del cas, es van destapar irregularitats en la gestió de les aportacions dels treballadors i el secretari general del sindicat, Nicolás Redondo, va renunciar a presentar-se a la reelecció.

## Història
Cap a 1986, UGT aposta per convertir-se en un sindicat de serveis. La seva idea és semblar-se als sindicats alemanys, un sindicat menys polititzat però molt més poderós. Per això crea un fort grup empresarial, amb promotora immobiliària (PSV), constructora (IGS) i companyia asseguradora (UNIAL). UGT vol aprofitar l'estirada del boom econòmic de la Expo de Sevilla i les Olimpíades de Barcelona de 1992. I PSV, creada en 1988, llança una sèrie d'habitatges assequibles per tot el territori nacional en forma de cooperatives. S'estima que van vendre més de 20.000 habitatges.

### Primers problemes
Aviat van sorgir els primers problemes en el si de la PSV, just un any després de la seva creació, el setembre de 1989. Pel que sembla, algunes entitats de crèdit es van negar a finançar els projectes megalòmans del grup empresarial Iniciatives i Gestió de Serveis Urbans (IGS), del qual formava part la cooperativa PSV.
El desembre de 1993, la cooperativa PSV es va declarar en suspensió de pagaments. L'abril de 1994 es va aixecar la suspensió de pagaments per a facilitar la liquidació de la societat, a través de la intervenció del Govern. L'argument del Govern socialista va ser que els terrenys de la promotora immobiliària (IGS) eren públics però cedits en dret de superfície a la gestora. Com a sòl públic, el Govern va decidir, a través de l'ICO, aprovar un aval per a cobrir el finançament que necessitava la cooperativa per a reprendre la construcció de les promocions paralitzades.

### Detencions
El 29 de juny de 1994 ingressa a la presó sense fiança el director de PSV, Carlos Sotos, per una presumpta estafa i apropiació indeguda. Dues setmanes després, va ingressar a la presó l'exsecretari de finances de la UGT, Paulino Barrabés. Barrabés va ser posat en llibertat condicional quinze dies després.
Després de la fallida de PSV, en 1994, el sindicat UGT va haver d'hipotecar tot el seu patrimoni en un crèdit de l'ICO a causa d'un deute generat per l'assumpció de la totalitat del degut per la seva cooperativa d'habitatges PSV després de la seva fallida, que va afectar gairebé 20.000 cooperativistes. Posteriorment, Carlos Sotos exgerente de PSV va ser condemnat a dos anys i quatre mesos de presó menor per un delicte d'apropiació indeguda sense lucre personal i a indemnitzar als gairebé 20.000 afectats. UGT declarat responsable civil subsidiari, va haver de fer front a les indemnitzacions.
Alguns cooperativistes van recuperar part de les seves aportacions -el 75% sempre que fossin inferiors a set milions de pessetes- i la resta van aconseguir els seus habitatges, pagant un 7% més sobre el preu inicial. El procés s'allargaria durant gairebé vuit anys.

## Sentència
L'any 2003 el Tribunal Suprem d'Espanya va eximir al sindicat UGT del pagament de la indemnització de 78,13 milions d'euros de responsabilitat civil subsidiària en el cas PSV. No obstant això, va confirmar la condemna de dos anys i quatre mesos imposada per l'Audiència Nacional al director de la cooperativa d'habitatges PSV, Carlos Sotos.